# ダーリンは外国人
『ダーリンは外国人』（ダーリンはがいこくじん）は、小栗左多里による日本の漫画作品。2002年出版。シリーズ作品に『ダーリンは外国人2』、『ダーリンの頭ン中』（小栗左多里とトニー・ラズロの共著）、『ダーリンは外国人 with BABY』（小栗左多里とトニー・ラズロの共著）、『ダーリンの頭ン中2』（小栗左多里とトニー・ラズロの共著）などがある。

## 概要
小栗左多里が、恋人（後に夫）のトニー・ラズロとの生活を描いた自伝的コミック。内容は英語、日本語など語学や日常的な生活での出来事である。シリーズの累計発行部数は300万部を超える大ヒットとなり、コミックエッセイ劇場の作風の基盤を作った。
1巻目執筆時には、実は結婚はしておらず（同書あとがき参照）、その後に結婚している。『2』では結婚や入籍に関するエピソードも収録されている。4作目で息子が生まれた。
東日本旅客鉄道（JR東日本）中央線快速・青梅線・五日市線および京浜東北線・根岸線に新規導入された通勤形電車車内の動画広告媒体「トレインチャンネル」において、デジタルアニメが週代わりで放送されていた。その後、西日本旅客鉄道（JR西日本）の京阪神緩行線・福知山線（JR宝塚線）・JR東西線・片町線（学研都市線）などで運行されている321系電車の車内動画広告媒体「WESTビジョン」においても放送が開始されている。
2008年にミツカンの「しゃぶしゃぶのたれ」アニメーションCMのキャラクターに起用された。アフレコは2人とも本人が行っている。
2010年にはキャストに井上真央、ジョナサン・シェアらを迎え実写映画化された。JR東日本企画のロケーションサービスによって、成田エクスプレス19号（11号車貸切）横浜 - 成田空港間車内が撮影に利用された。

## 登場人物
小栗左多里
作者。漫画家。子供のころ飴を喉に詰まらせた事があり、ある日そのトラウマがフラッシュバックしたため、ビタミンCなどの錠剤は飲まずに食べている。トニーとの勝負には負けない事をモットーにしており、指相撲ではトニーの手とのサイズの違いというハンデを乗り越えるため、人差し指を使ったり、片方の手を使ったりする（要するに完全な反則行為）が、逆に両手を握られる事もある。漫画家ということもあり、家事全般をするのはキツイのでできればトニーには家事ができる夫になって欲しいと思っている。特に野望に思っているのは、「料理できる夫」になってくれることである。トニーほどではないが、物欲はない。領収書の名前を「オグリ」といったのに「ボブ」と間違われた事も。実の姉の子も含め、赤ちゃんに対して「私が本当のお母さんよ」と言って洗脳するというイタズラを仕掛けることがあるらしい（本人は懺悔している）。2012年にトニーと息子と共に日本を離れ、ドイツのベルリンへと移住する。
トニー・ラズロ
小栗左多里の恋人、後に夫。アメリカ人ジャーナリスト。ハンガリーとイタリアの血を受け継ぎ、アメリカで育ち、1985年来日。語学オタク。日本史も好きで、家では日本史について語ることがあるため、「さおり」はフランクな会話をして欲しいと思っている。怪談が嫌いなのか、何度も「痛い話？」「これってハッピーエンディング?」と何度も聞きなおし、「耳なし芳一」の怖い場面では音声だけ消して最後まで見る。名前をタズロ、ワズロンと間違えられた。ラザニアがおふくろの味らしく、すばらしい味だと評価している。そのため、昼ご飯（さおりにとっては朝寝して昼起きる生活スタイルなので朝食にあたる）に外食で食べることが度々ある。購買欲がほとんどなく、彼の机などの一部の家具は「さおり」が作ったものであるなど、根っからのDIY主義者である。しかし、同居し始めた当初、「さおり」が必要だから買いたいといった家具（ソファ、テーブル・イスなど）は自分が折れる形で買い、結局、「やっぱり買ってよかったね。」と、「さおり」以上に気に入ってしまうらしい。ちなみに「さおり」曰く、チョコアイスさえあれば幸せらしい。また、どうしても食べることができなかったものは、子羊の脳みそ。2012年にさおりとトニーニョと共にベルリンへ移住する。
その他、小栗家とラズロ家の家族も登場するが、この2人の会話がほとんどである。ちなみに「さおり」の家族構成は「父(故人)・母・姉・兄」、トニーの家族構成は「母
・弟」である。
さおりの母
小栗左多里の母。岐阜県出身。名前は「一江（かずえ）」。本編の初登場はさおりの家族に関する話が描かれた時である。トニーとの初めての出会いはトニーの一輪車が偶然足に当たったことであり、今では神の巡り合わせだったと思っているらしい。いつ頃からかトニーのことを気に入っており、今では左多里がとトニーとケンカをしたことを言うと、トニーをかばうようにしている。ちなみにトニーとはチョコ好き同士というところが一緒である。そのチョコ好きから生まれた名言が「板チョコは最低半分食べないと気が済まない」というものである。「さおり」が子供の頃は「さおり」をバカなことを言う子（クルクルパーな子）ということで「パコちゃん」と呼んでいた。
さおりの姉
小栗左多里の姉。本編には、実は1話から登場している。アシスタントとして手伝いをしている時は「さおり」のことを「先生」と呼ぶのだが、そのことに関して「さおり」はトニーに注意を受けたことがある。2巻では、ホームステイ経験があるため、「さおり」がトニーの家族に会いに行く時の身支度（土産選びなど）シーンの1コマにだけ登場したり、トニーと、さおりの姉夫婦の子「かのこ」とのエピソードに登場したりした。
さおりの兄
小栗左多里の兄。「マッチョな兄」として時々登場する筋肉オタク。妻はエアロビクスとヨガのインストラクター。
トニーニョ
さおりとトニーの長男。息子が父親の名前を受け継ぐハンガリーでの風習に基づき、父親の名前をそのまま受け継いだ（父トニーは祖父と父親の名前を受け継いでいるため、トニーニョは4世となる）。どちらも「トニー」なのでややこしいため、ポルトガル語で小さい物を表す「ニョ」をつけて「トニーニョ」と呼ばれている。
その他の登場人物は、さおりの父は故人だったり、トニーの家族はアメリカにいるなどで1回しか登場したことがないのがほとんどである。

## 書籍
- ダーリンは外国人（2002年、メディアファクトリー・ISBN 4840106835）
- ダーリンは外国人2（2004年、メディアファクトリー・ISBN 4840110328）
- ダーリンの頭ン中 英語と語学（2005年、メディアファクトリー・ISBN 4840112266）
- ダーリンは外国人 with BABY（2008年、メディアファクトリー・ISBN 4840121826）
- ダーリンの頭ン中2（2010年、メディアファクトリー・ISBN 4840132313）
- ダーリンは外国人 in English（2010年、メディアファクトリー・ISBN 4840132321）
- ダーリンは外国人 ベルリンにお引越し（2014年、メディアファクトリー・ISBN 9784040669298）
- ダーリンは外国人 まるっとベルリン3年め（2016年、KADOKAWA・ISBN 9784040680743）

## 映画
2010年4月10日より全国東宝系で劇場公開。CMディレクターであった宇恵和昭の初監督作品となる。一部上映館では英語字幕版も上映され、香港、マカオ、タイ、シンガポールなど7つの国と地域でも配給。
全国250スクリーンで公開され、2010年4月10-11日初日2日間で動員390,071人、興収122,722,750円になり映画観客動員ランキング（興行通信社調べ）で初登場第3位となった。（第1位は『シャッター アイランド』、第2位は『第9地区』）集客は20代が中心。キャッチコピーは『度肝抜かれるほど、幸せな日々。』。

### キャスト
- さおり：井上真央
- トニー：ジョナサン・シェア
- 三佳（姉）：国仲涼子
- 正利（父）：國村隼
- 一江（母）：大竹しのぶ
- 遼子：戸田菜穂
- 編集者：入江雅人
- 伸介：川岡大次郎
- 謙二：坂東工
- ポール（英会話教師）：パトリック・ハーラン（パックンマックン）
- フランコ：ダンテ・カーヴァー
- クリス：ジェームス・JJ・デ・バラード
- ルーシー：ガウ

### スタッフ
- 原作：小栗左多里（メディアファクトリー）
- 監督：宇恵和昭
- 脚本：大島里美
- エグゼクティブプロデューサー：濱名一哉
- プロデューサー：久保田修、辻本珠子
- 撮影：加藤等
- 照明：大竹均
- 美術：岩崎有緒、花谷秀文
- 録音：島袋保光、加来昭彦
- 編集：小暮好成
- 衣装デザイン：宇都宮いく子
- スクリプター：小原菁子
- キャスティング：杉野剛
- 音楽プロデューサー：野口時男
- 助監督：兼重淳
- 制作担当：松田憲一良
- ラインプロデューサー：原田文宏
- アソシエイトプロデューサー：今井義人、石黒研三
- 制作：2010『ダーリンは外国人』フィルムパートナーズ（TBS、メディアファクトリー、東宝、電通、MBS、IMJエンタテインメント、PPM、CBC、RKB、日本出版販売、Yahoo! JAPAN、HBC、TSUTAYAグループ、ジェイアール東日本企画）
- 配給：東宝

### 主題歌・挿入歌
- 主題歌：aiko「向かいあわせ」（ポニーキャニオン）
- 挿入歌：KREVA「くればいいのに feat.草野マサムネ from SPITZ」（ポニーキャニオン）

### 関連番組
TBSテレビで2010年2月2日から4月13日まで（3月30日・4月6日は休み）、『ダーリンすっぴんオフ〜私のダーリン外国人〜』が放送された。井上真央、ジョナサン・シェアが出演。
| TBS 火曜21:54 - 22:00枠 | TBS 火曜21:54 - 22:00枠                    | TBS 火曜21:54 - 22:00枠 |
| 前番組                  | 番組名                                     | 次番組                  |
| ----------------------- | ------------------------------------------ | ----------------------- |
| もうすぐリンカーン      | ダーリンすっぴんオフ〜私のダーリン外国人〜 | ナニキル?天気予報       |

## テレビ番組
2013年4月15日より、「ダーリンは外国人 ベルリン生活はじめました」として、NHK BS1で実写版の放送が開始。夫婦でベルリンでの生活をスタートさせた、小栗左多里とトニー・ラズロが出演する。全10回放送。また、7月20日には50分スペシャル版が放送された。

### 放送記録
| 回                           | 初回放送日                   | サブタイトル                       | 備考                         |
| 第1シリーズ(全5回) 23:45～50 | 第1シリーズ(全5回) 23:45～50 | 第1シリーズ(全5回) 23:45～50       | 第1シリーズ(全5回) 23:45～50 |
| ---------------------------- | ---------------------------- | ---------------------------------- | ---------------------------- |
| 01                           | 2013年04月015日              | 「ミッテの街を案内」               |                              |
| 02                           | 2013年04月016日              | 「不思議な不動産事情」             |                              |
| 03                           | 2013年04月017日              | 「スーパーマーケットへお買い物」   |                              |
| 04                           | 2013年04月018日              | 「トニーのドイツ語学習術」         |                              |
| 05                           | 2013年04月019日              | 「パパとパピの子育て」             |                              |
| 第2シリーズ(全5回) 23:45～50 |                              |                                    |                              |
| 01                           | 2013年06月023日              | 「魅力的なカフェがいっぱい」       |                              |
| 02                           | 2013年06月024日              | 「夫婦の住まい」                   |                              |
| 03                           | 2013年06月025日              | 「トニーの好きな黒いパン」         |                              |
| 04                           | 2013年06月027日              | 「日曜日の過ごし方」               |                              |
| 05                           | 2013年06月028日              | 「”世界一芸術家が過ごしやすい”街」 |                              |

### 出演
- 小栗左多里
- トニー・ラズロ

### 語り
- 山崎和佳奈

### テーマ曲
- HND「H.A.P.P.Y」